# Michal Kříž
Michal Kříž (* 1981) je český podnikatel a regionální politik. Jako podnikatel je spolumajitelem firmy Staff Advance, která se zabývá poradenskou činností a fyziologií práce. Jako politik působí ve funkci zastupitele Libereckého kraje a města Turnov.
V roce 2014 vstoupil do hnutí ANO 2011, za nějž v témže roce úspěšně kandidoval do zastupitelstva města Turnova. Po volbách se stal i členem tamní městské rady, kde působil 1 funkční období - do roku 2018. Mandát turnovského zastupitele obhájil ve volbách 2018 i 2022. V roce 2020 se na několik měsíců do funkce turnovského radního pro hospodářský a regionální rozvoj, evropské projekty a územní plánování vrátil, protože z funkce odešla jeho stranická kolegyně Radka Loučková Kotasová.
V krajských volbách v roce 2016 za ANO 2011 úspěšně kandidoval do zastupitelstva Libereckého kraje a tento mandát v roce 2020 znovu obhájil. V roce 2017 neúspěšně kandidoval do Poslanecké sněmovny.